# Marborn
Marborn ist ein Stadtteil von Steinau an der Straße im osthessischen Main-Kinzig-Kreis.

## Geographische Lage
Marborn liegt im Nordosten des Main-Kinzig-Kreises. Es grenzt im Norden an den Ort Sarrod, im Osten an Steinau, im Süden an den Ort Ahl, im Südwesten an den Ort Romsthal und im Nordwesten an den Ort Kerbersdorf.

## Geschichte

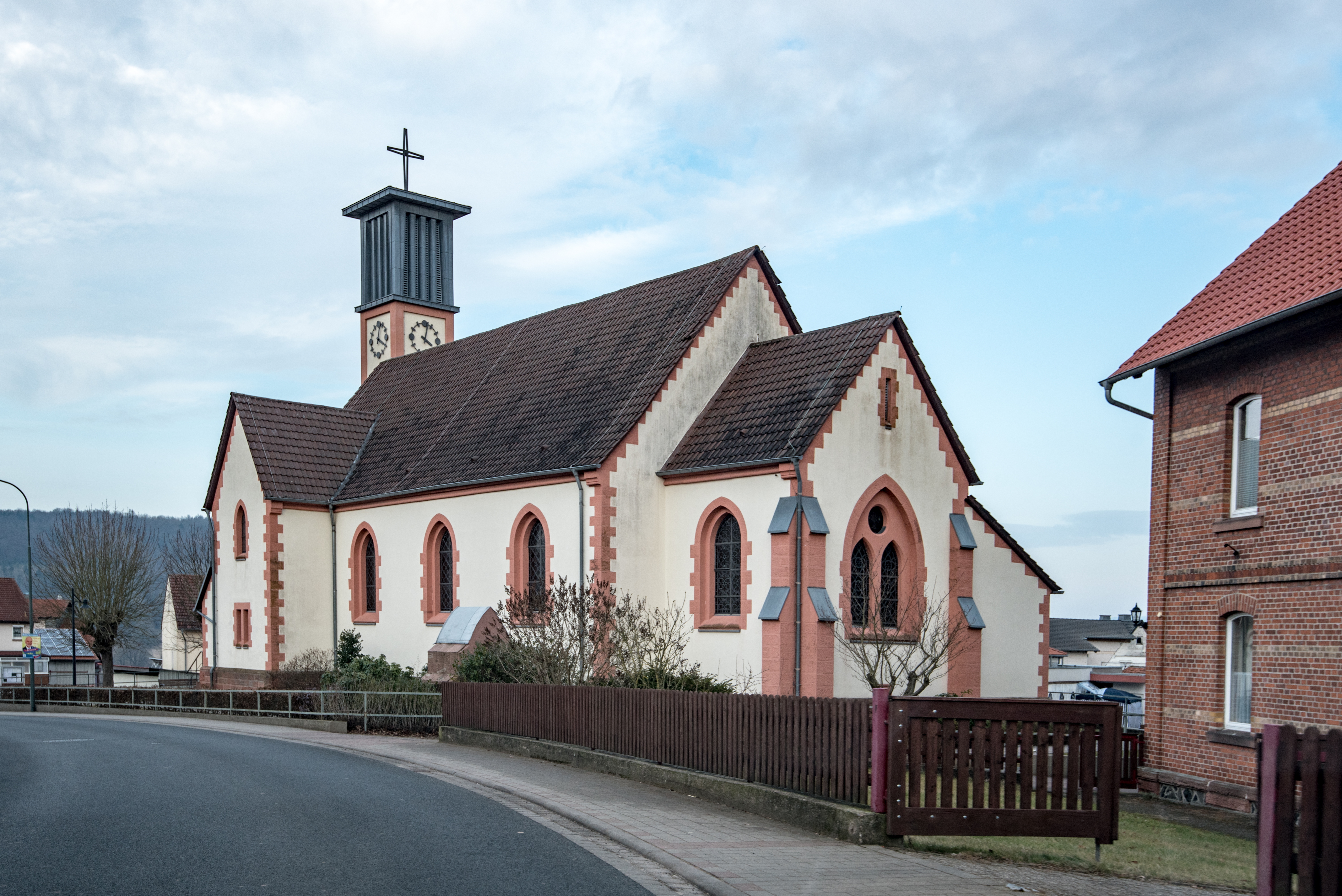
Kath. Filialkirche St. Marien

### Ortsgeschichte
Marborn hat seinen Namen von einem kleinen Brunnen, dem Marienborn, erhalten. Das Dorf wurde hauptsächlich von kirchlichen Einflüssen geprägt. Die älteste bekannte urkundliche Erwähnung datiert aus der Zeit von 927 bis 956 im Codex Eberhardi des Klosters Fulda. Im Jahre 1814 wurde eine katholische Pfarrgemeinde gegründet und von der Pfarrei in Salmünster losgelöst. Vierzig Jahre später bekam die Gemeinde ihren Betsaal und erst 1894 erhielt sie ihren eigenen Geistlichen. Der Grundstein der Kirche wurde 1898 gelegt. Anfangs war der Glockenturm auf dem Dach der Kirche. Durch ein Unwetter stark beschädigt wurde später ein moderner Glockenturm neben dem Kirchengebäude errichtet. Die evangelischen Christen gehören zu der Kirchengemeinde Steinau an der Straße.
Im April 1945 drangen die amerikanischen Truppen über Marborn hinunter ins Kinzigtal vor. In der Ortsmitte von Marborn wurde hierbei eine Artilleriestellung (Long-Tom-Geschütze, 155mm M1) disloziert, welche am 1. April 1945 mittels Steilfeuer die Seifenfabrik „Dreiturm“ unter Beschuss genommen und dabei weitestgehend zerstört hat. Die Welle von Flüchtlingen und Heimatvertriebenen machte auch vor dem Dorf nordwestlich von Steinau nicht halt. 1950 zählten zu den insgesamt 590 Einwohnern 110 „Neubürger“.
Hessische Gebietsreform (1970–1977)
Zum 1. Dezember 1969 wurde die bis dahin selbständige Gemeinde Marborn im Vorfeld der Gebietsreform in Hessen auf freiwilliger Basis in die Stadt Steinau, heute „Steinau an der Straße“ eingemeindet.
Für den Stadtteil Marborn wurde, wie für die anderen Stadtteile von Steinau, ein Ortsbezirk eingerichtet.
Mit der Hessischen Gebietsreform wurde der Landkreis Schlüchtern im Jahr 1974 aufgelöst und Marborn liegt seit dem im Main-Kinzig-Kreis.

### Verwaltungsgeschichte im Überblick
Die folgende Liste zeigt die Staaten und Verwaltungseinheiten, denen Marborn angehört(e):
- vor 1789: Heiliges Römisches Reich, Dorf des Freiherr von Hutten zum Stolzenberg
- ab 1789: Heiliges Römisches Reich, Fürstabtei Fulda, Amt Salmünster
- ab 1803: Heiliges Römisches Reich, Fürstentum Nassau-Oranien-Fulda, Amt Salmünster[Anm. 2]
- 1806–1810: Primatialstaat Karl Theodor von Dalbergs im Rheinbund,[Anm. 3] Fürstentum Fulda, Amt Salmünster
- 1810–1813: Großherzogtum Frankfurt, Departement Fulda, Distrikt Salmünster
- ab 1816: Kurfürstentum Hessen,[Anm. 4] Großherzogtum Fulda, Amt Salmünster[5]
- ab 1821/22: Kurfürstentum Hessen, Provinz Hanau, Kreis Schlüchtern[6][Anm. 5]
- ab 1848: Kurfürstentum Hessen, Bezirk Hanau
- ab 1851: Kurfürstentum Hessen, Provinz Hanau, Kreis Schlüchtern
- ab 1867: Königreich Preußen,[Anm. 6] Provinz Hessen-Nassau, Regierungsbezirk Kassel, Kreis Schlüchtern
- ab 1871: Deutsches Reich, Königreich Preußen, Provinz Hessen-Nassau, Regierungsbezirk Kassel, Kreis Schlüchtern
- ab 1918: Deutsches Reich, Freistaat Preußen, Provinz Hessen-Nassau, Regierungsbezirk Kassel, Kreis Schlüchtern
- ab 1944: Deutsches Reich, Freistaat Preußen, Provinz Nassau, Landkreis Schlüchtern
- ab 1945: Deutsches Reich, Amerikanische Besatzungszone,[Anm. 7] Groß-Hessen, Regierungsbezirk Wiesbaden, Landkreis Schlüchtern
- ab 1946: Deutsches Reich, Amerikanische Besatzungszone, Hessen, Regierungsbezirk Wiesbaden, Landkreis Schlüchtern
- ab 1949: Bundesrepublik Deutschland, Hessen, Regierungsbezirk Wiesbaden, Landkreis Schlüchtern
- ab 1968: Bundesrepublik Deutschland, Hessen, Regierungsbezirk Darmstadt, Landkreis Schlüchtern
- ab 1969: Bundesrepublik Deutschland, Hessen, Regierungsbezirk Darmstadt, Landkreis Schlüchtern, Stadt Steinau
- ab 1974: Bundesrepublik Deutschland, Hessen, Regierungsbezirk Darmstadt, Main-Kinzig-Kreis, Stadt Steinau
- ab 1978: Bundesrepublik Deutschland, Hessen, Regierungsbezirk Darmstadt,  Main-Kinzig-Kreis, Stadt nach „Steinau an der Straße“ umbenannt

## Bevölkerung

### Einwohnerstruktur 2011
Nach den Erhebungen des Zensus 2011 lebten am Stichtag dem 9. Mai 2011 in Marborn 798 Einwohner. Darunter waren 9 (1,1 %) Ausländer.
Nach dem Lebensalter waren 138 Einwohner unter 18 Jahren, 263 waren zwischen 18 und 49, 162 zwischen 50 und 64 und 132 Einwohner waren älter.
Die Einwohner lebten in 330 Haushalten. Davon waren 90 Singlehaushalte, 90 Paare ohne Kinder und 108 Paare mit Kindern, sowie 33 Alleinerziehende und 6 Wohngemeinschaften. In 66 Haushalten lebten ausschließlich Senioren und in 219 Haushaltungen leben keine Senioren.

### Einwohnerentwicklung
| • 1812: | 47 Feuerstellen mit 310 Einwohnern |

| Marborn: Einwohnerzahlen von 1812 bis 2022 | Marborn: Einwohnerzahlen von 1812 bis 2022 | Marborn: Einwohnerzahlen von 1812 bis 2022 | Marborn: Einwohnerzahlen von 1812 bis 2022 | Marborn: Einwohnerzahlen von 1812 bis 2022 |
| --- | ------------------------------------------ | ------------------------------------------ | ------------------------------------------ | ------------------------------------------ |
| Jahr |                                            |                                            |                                            | Einwohner                                  |
| 1812 | 1812                                       |                                            | 310                                        | 310                                        |
| 1834 | 1834                                       |                                            | 420                                        | 420                                        |
| 1840 | 1840                                       |                                            | 473                                        | 473                                        |
| 1846 | 1846                                       |                                            | 541                                        | 541                                        |
| 1852 | 1852                                       |                                            | 491                                        | 491                                        |
| 1858 | 1858                                       |                                            | 417                                        | 417                                        |
| 1864 | 1864                                       |                                            | 378                                        | 378                                        |
| 1871 | 1871                                       |                                            | 379                                        | 379                                        |
| 1875 | 1875                                       |                                            | 383                                        | 383                                        |
| 1885 | 1885                                       |                                            | 395                                        | 395                                        |
| 1895 | 1895                                       |                                            | 373                                        | 373                                        |
| 1905 | 1905                                       |                                            | 350                                        | 350                                        |
| 1910 | 1910                                       |                                            | 387                                        | 387                                        |
| 1925 | 1925                                       |                                            | 413                                        | 413                                        |
| 1939 | 1939                                       |                                            | 412                                        | 412                                        |
| 1946 | 1946                                       |                                            | 589                                        | 589                                        |
| 1950 | 1950                                       |                                            | 581                                        | 581                                        |
| 1956 | 1956                                       |                                            | 520                                        | 520                                        |
| 1961 | 1961                                       |                                            | 518                                        | 518                                        |
| 1967 | 1967                                       |                                            | 518                                        | 518                                        |
| 1970 | 1970                                       |                                            | 536                                        | 536                                        |
| 1980 | 1980                                       |                                            | ?                                          | ?                                          |
| 1990 | 1990                                       |                                            | ?                                          | ?                                          |
| 2000 | 2000                                       |                                            | ?                                          | ?                                          |
| 2008 | 2008                                       |                                            | 800                                        | 800                                        |
| 2011 | 2011                                       |                                            | 798                                        | 798                                        |
| 2015 | 2015                                       |                                            | 784                                        | 784                                        |
| 2022 | 2022                                       |                                            | 738                                        | 738                                        |
| Datenquelle: Historisches Gemeindeverzeichnis für Hessen: Die Bevölkerung der Gemeinden 1834 bis 1967. Wiesbaden: Hessisches Statistisches Landesamt, 1968. Weitere Quellen: LAGIS; Stadt Steinau; Zensus 2011 |                                            |                                            |                                            |                                            |

### Historische Religionszugehörigkeit
| • 1885: | 14 evangelische (= 3,54 %), 381 katholischer (= 96,46 %) Einwohner |
| • 1961: | 20 evangelische (= 3,86 %), 497 katholische (= 95,95 %) Einwohner  |

## Politik
Für Marborn besteht ein Ortsbezirk (Gebiete der ehemaligen Gemeinde Marborn) mit Ortsbeirat und Ortsvorsteher nach der Hessischen Gemeindeordnung.
Der Ortsbeirat besteht aus fünf Mitgliedern. Bei den Kommunalwahlen in Hessen 2021 betrug die Wahlbeteiligung zum Ortsbeirat 58,73 %. Es wurden gewählt: vier Mitglieder der „Marborner Bürgerliste“ (MBL) und ein Mitglied der Liste „Wir für Steinau“ (WFS). Der Ortsbeirat wählte Manuel Auermann (WFS) zum Ortsvorsteher.

## Vereine
In Marborn gibt es die Sportgemeinschaft 1927 Marborn, die mehrere Fußballmannschaften und eine Wanderabteilung besitzt, den Gesangsverein MGV Einigkeit Marborn mit seinem Männerchor, dem gemischten Chor „Haste Töne“ und dem Kinderchor „Neue Töne“. Weiterhin besteht hier die Freiwillige Feuerwehr, zu der auch die Jugendfeuerwehr und mehrere Tanz-, Garde- und Gymnastikgruppen gehören. Die Feuerwehr pflegt eine Partnerschaft mit der Freiwilligen Feuerwehr Krahne in Brandenburg. Außerdem befinden sich im Ort eine KJG-Gruppe, der eine Kinder- und Jugendtheatergruppe angegliedert sind, sowie der Square-Dance Verein „Catstones“.

## Persönlichkeiten
- Josef Freienstein (1920–1985), Architekt und Politiker (CDU)
- Bruder Paternus Paul (Alois) Seipel FSC, geboren am 21. März 1908 im hessischen Marborn. Als Schulbruder wirkte er 11 Jahre. Als Schulbruder kam er mit Beginn des Zweiten Weltkriegs nach Manila, wo er 1945 bei einem Massaker der Japaner umgebracht wurde. Die katholische Kirche verehrt ihn als Glaubenszeuge und Märtyrer.